# Billy Boston
Billy Boston (* 6. August 1934 in Cardiff; vollständiger Name William John Boston) ist ein ehemaliger walisischer Rugby-League-Spieler.

## Leben
Boston spielte zwischen 1953 und 1968 für den Wigan Rugby League Football Club in England, wo er 478 Versuche und 7 Tore erzielte. Er bestritt für Großbritannien 31 Testspiele, wobei er 24 Versuche für die Rugby League "Lions" erzielte. Bevor er 1970 seine Karriere beendete, spielte er auch einige Spiele für Blackpool Borough.
Er wuchs auf in der Tiger Bay in Cardiff. Sein Vater war ein Seemann aus Sierra Leone, seine Mutter war gebürtige Irin.
Als 19-Jähriger, nach nur sechs Spielen in der Rugby League, ging Boston mit der britischen Mannschaft bereits auf Tour nach Australien und Neuseeland. Auf dieser Tour erzielte er in nur 13 Spielen 30 Versuche (90 Punkte).
Boston spielte auch in der Rugby Union in Wales für Neath RUFC. Boston lebt heute noch in Wigan, wo er Inhaber eines Pubs ist.

## Ehrungen
- 1988 wurde er in der Rugby League Hall of Fame als einer der besten Spieler des 20. Jahrhunderts geehrt.
- 1996 erhielt er den MBE für seine „Verdienste für die Stadt Wigan“.